# Diamer-Basha-Damm
Der Diamer-Bhasha-Damm ist eine geplante Talsperre am Indus im Norden von Pakistan. Der Indus soll hier, etwa 315 km stromaufwärts der Tarbela-Talsperre, 165 km stromabwärts von Gilgit, der Hauptstadt der Region Gilgit-Baltistan (früher Northern Areas), und 40 km stromabwärts von Chilas zu einem großen Stausee aufgestaut werden.

## Bauwerk
Das Absperrbauwerk wird mit einer Höhe von 272 Metern das höchste Talsperrenbauwerk aus Walzbeton der Erde werden. Der Speicherraum des Reservoirs wird etwa 9 Milliarden m³ umfassen bei einem Betriebsraum von 7,9 Mrd. m³. Zwei unterirdische Krafthäuser sind geplant, jedes auf einer Seite der Staumauer mit je vier Turbinen mit je 560 MW Nennleistung und einer gesamten installierten Leistungsfähigkeit von rund 4,5 GW. Die erwartete Stromproduktion des Wasserkraftwerks ist 16.500 GWh pro Jahr. Die Hochwasserentlastung erhält vierzehn Durchlässe mit den Abmessungen 11,5 m × 16,24 m.
Die Bauzeit war von 2009/2010 zunächst bis 2016, später bis 2023 geplant bei geschätzten Kosten von 12,6 Milliarden USD (Stand November 2008). Nach neueren Schätzungen wird der Bau voraussichtlich 2028 fertiggestellt.

## Beschluss des Projekts
Der Präsident von Pakistan hat in seiner Regierungserklärung vom 17. Januar 2006 die Entscheidung der Regierung verkündet, in Pakistan in den nächsten zehn bis zwölf Jahren fünf Mehrzweckspeicher zu bauen. Das Diamer-Bhasha-Talsperrenprojekt wird zuerst verwirklicht.
Das Executive Committee of the National Economic Council (Ecnec) gab am 11. November 2008 den Start des Projekts bekannt. Die Arbeiten begannen mit einer Zeremonie zum ersten Spatenstich bei Anwesenheit des Staatspräsidenten.

## Bedarf
Pakistan braucht für seine schnell wachsende Bevölkerung (2009 etwa 170 Millionen) Landwirtschaft, und es gibt zu wenig Wasserspeicher für die Bewässerung. Damit Pakistan keine Nahrungsmittelknappheit bekommt, muss es Speicher bauen, um die landwirtschaftliche Produktion zu steigern.
Die Reservoire der Tarbela-, Mangla- und Chashma-Talsperren haben bereits ungefähr 6 Mrd. m³ Speicherraum durch Sedimentation verloren. Es wird geschätzt, dass bis 2012 diese Verluste auf 7,4 Mrd. m³ anwachsen werden, das entspricht fast der ursprünglichen Kapazität der Mangla- und Chashma-Stauseen zusammen. Wegen des Stopps aller größeren Talsperrenprojekte nach der Tarbela-Talsperre 1976 ist die Nachhaltigkeit der Bewässerungslandwirtschaft in Pakistan in Gefahr.
Der augenblickliche Bedarf an Elektrizität liegt bei 17 GW und wird bis 2010 schätzungsweise auf 22 GW ansteigen. Eine große Erweiterung der Stromproduktion wird daher unvermeidlich. Die Wasserkraft soll sie zu einem erschwinglichen Preis zur Verfügung stellen, und Diamer Bhasha wird dazu mit 4,5 GW seinen Beitrag leisten.

## Nutzen
- Es werden jährlich rund 8000 Millionen m³ Oberflächenwasser zur Bewässerung während Trockenperioden gewonnen.
- Durch die installierte Wasserkraft-Kapazität von 4500 MW wird saubere erneuerbare Energie erzeugt.
- Durch die Reduzierung der Abhängigkeit von thermaler Energie werden Devisen gespart.
- Arbeitsplätze besonders für die lokal Ansässigen während Bau und Betrieb werden geschaffen.
- Es wird Infrastruktur geschaffen, die zu sozioökonomischer Hebung des Lebensstandards der Menschen in der Umgebung führt.

## Probleme
Zwischen Chilas und Gilgit, unterhalb des Nanga Parbat, befinden sich auf den Felswänden entlang des Indus etwa 50.000 Felszeichnungen (Petroglyphen) und 5.000 Inschriften aus einem Zeitraum von Epipaläolithikum bzw. der Jungsteinzeit bis zur Islamisierung der Region im 14. Jahrhundert. Archäologen warnten im Zuge des Staudammprojektes vor dem drohenden Untergang dieser Kulturzeugnisse.